# Бегство из тени
«Бегство из тени» (чеш. Útek ze stínu) — чехословацкая чёрно-белая психологическая драма 1959 года режиссёра Йиржи Секвенса.
Фильм — лауреат «Золотой медали» 1-го Московского международного кинофестиваля.

## Сюжет
Марта Коутова — дочь хозяина аптеки старого Коута. Когда аптека переходит под государственное управление, озлобленный отец не хочет, чтобы она училась и получала стипендию. Коут хочет обеспечить будущее Марты её браком с богатым Карлом, владельцем автомастерской. Однако, Марта знакомится с чертежником Йиржкой и, несмотря на протест отца, выходит за него замуж. Йиржка одновременно с работой учится, и у него нет времени на жену, поэтому брак оказывается в глубоком кризисе через несколько месяцев после свадьбы. Всё ухудшается, когда Йиржке после окончания учёбы приходится устраиваться на работу за пределами Праги. Одинокая Марта возвращается к своему отцу и несколько раз встречается с Карлом. Йиржка узнает об этих встречах и просит Марту о встрече. Вместо неё приходит Коут и сообщает Йиржке без ведома Марты, что его дочь больше не хочет его видеть. Марта терпеливо принимает ухаживания Карла, но после уик-энда, проведенного вместе в Карловых Варах, она признает его скверный характер. Он едет к Йиржке, которого всё ещё любит, но тот отвергает её. Отчаявшаяся Марта пытается покончить с собой. Супруги примиряются в больнице, и отец больше не мешает им в их любви.

## В ролях
- Франтишек Смолик — аптекарь Коут
- Людмила Вендлова — Марта, продавщица, дочь Коута
- Станислав Ремунда — чертёжник Йиржка Кучера, муж Марты
- Йозеф Бек — Карел Кадлец, владелец автомастерской
- Рената Оларова — фармацевт Вера, подружка Марты
- Милена Асманова — актриса Иржина
- Богумил Смутны — Востры
- Ярослава Адамова — Ирена, секретарша Карла
- Ружена Лысенкова — Мари, невестка Марты
- Олдржих Выкипел — Йожка, шурин Марты
- Светла Свозилова- мать Веры
- Вацлав Каньковский — заведующий магазином музыкальных инструментов
- Сватоплук Складал — Мразек
- Милош Виллиг — врач
- Милош Главица — Петр
- Ладислав Троян — Павел
- Йозеф Кемр — покупатель автомобиля

## Критика
Образцовая «психологическая драма» показывает, с какими трудностями рождается новое социалистическое мышление. Режиссёр Иржи Секвенс предостерегает от необдуманных браков в семьях побежденной буржуазии, потому что бывшая почетная семья отказывается принять человека из другого социального слоя.— Czecho-Slovak Movie Database

Секвенс ставит фильм «Бегство из тени» — психологическую драму с очень острым политическим конфликтом. В этом фильме актёр Франтишек Смолик создал очень удачный образ желчного, ненавидящего новую жизнь Чехословакии мещанина.— Искусство кино, 1965

За психологическим различием «отцов и детей» стоит не просто «ход времени», но и все социальные и политические изменения произошедшие за годы, разделившие два поколения. … «Бегство из тени» — интересный опыт психологической драмы, картина, отмеченная пристальным вниманием к внутреннему миру человека.— Советская культура, 1959

Рассказывая об отношениях в семье, создатели фильма сделали акцент на поисках классовой правды, истины и смысла жизни в разногласиях между отцом и дочерью, горячо любящих друг друга, но расстающихся из-за того, что между ними пропасть идейных расхождений.— Проблемы и свершения: очерки развития чехословацкой кинематографии / И. Пурш. — М.: Искусство, 1988. — 190 с. — стр. 91